# 赫尼兹德奇夫

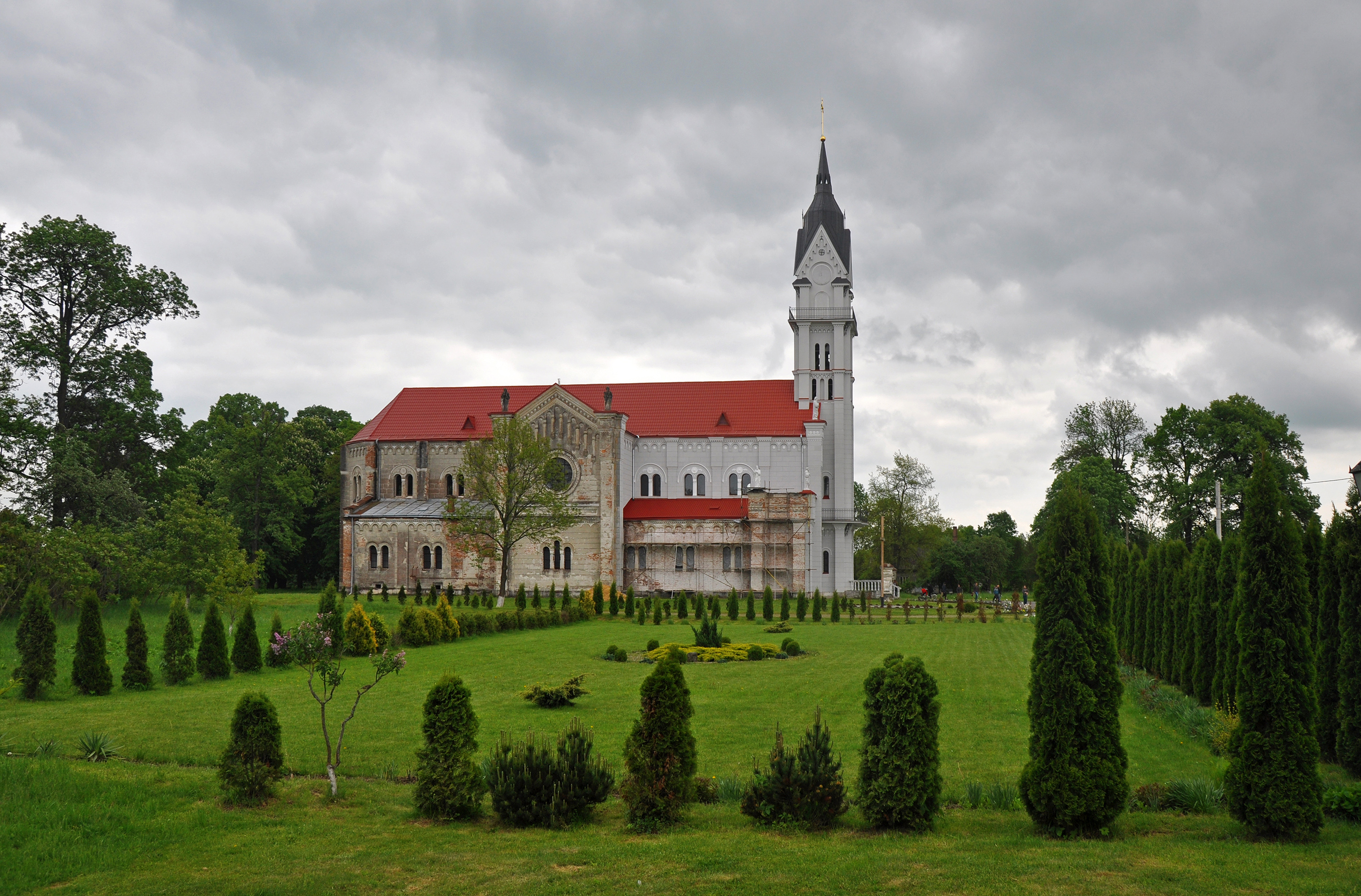
当地的天主教堂

赫尼兹德奇夫（羅馬化：Hnizdychiv）是烏克蘭西部利沃夫州斯特雷區赫尼兹德奇夫市镇内的市級鎮及其行政中心。處於斯特雷河畔，距離日達奇夫4公里，面積5.76平方公里，2025年1月1日人口估计为3,823，人口密度每平方公里726.22人。